# Atractus univittatus
Atractus univittatus är en ormart som beskrevs av Jan 1862. Atractus univittatus ingår i släktet Atractus och familjen snokar. Inga underarter finns listade.
Enligt Reptile Database är Atractus univittatus ett synonym till Atractus fuliginosus.